# Трушкин, Иван Митрофанович
Иван Митрофанович Трушкин (12 июля 1912 года — 24 февраля 1981 года) — советский композитор-песенник, музыкальный педагог.

## Биография
Иван Митрофанович Трушкин родился 12 июля 1912 года в селе Каракан (ныне — Беловский район Кемеровской области). В 1928 году окончил среднюю школу в городе Ленинске-Кузнецком, после чего поступил в Томское музыкальное училище. В 1932 году окончил его, после чего работал музыкантом-скрипачом в различных оркестрах. В 1938 году поступил в Ленинградский музыкальный педагогический институт. Перед войной успел окончить три курса.
В начальный период Великой Отечественной войны Трушкин был артистом в ансамбле Военно-морского флота СССР в Ленинграде, работал под руководством выдающегося советского композитора Исаака Осиповича Дунаевского. После установления блокады по «Дороге жизни» был отправлен в эвакуацию. Преподавал в детской музыкальной школе в Ленинске-Кузнецком, среди его учеников в этот период был будущий композитор Андрей Павлович Петров. С 1943 года жил в Новокузнецке, где заведовал музыкальной частью Новокузнецкого государственного драматического театра. В 1946 году переехал в Рыбинск, где в течение года проработал заведующим музыкальной частью местного театра юного зрителя.
В 1947 году принял предложение Смоленского областного управления культуры переехать на постоянное место жительства в Смоленск. Работал концертмейстером оркестра Смоленского государственного драматического театра. С 1950 года преподавал музыку сначала в Смоленском педагогическом училище, затем в Смоленском культпросветучилище. В 1973 году вышел на пенсию. Умер 24 февраля 1981 года, похоронен на Аллее Славы Нового кладбища Смоленска.
Был награждён рядом медалей.

## Творчество
Являлся автором большого количества музыкальных произведений, в том числе для музыкального сопровождения спектаклей драматического театра, театра кукол, народного театра-балета. Написал ряд песен, самой известной из которых стала «Первый солдат» на стихи смоленского поэта и журналиста Алексея Михайловича Бодренкова. В настоящее время эта песня в небольшой переработке является гимном города-героя Смоленска.
Активно занимался общественной работой. Являлся членом оргкомитета по организации первого Музыкального фестиваля имени М. И. Глинки.